# Panetolikos
El Panaitolikós Gymnastikós Filekpaideftikós Sýllogos (en griego: Παναιτωλικός Γυμναστικός Φιλεκπαιδευτικός Σύλλογος; traducido como "Asociación Filadgógica de Gimnasia Panetolikos"), conocido popularmente como Panetolikos, es un club de fútbol griego de la ciudad de Agrinio. Fue fundado en 1926 y juega en la Superliga de Grecia.
También cuenta con secciones de lucha libre olímpica, baloncesto, voleibol y balonmano.

## Estadio

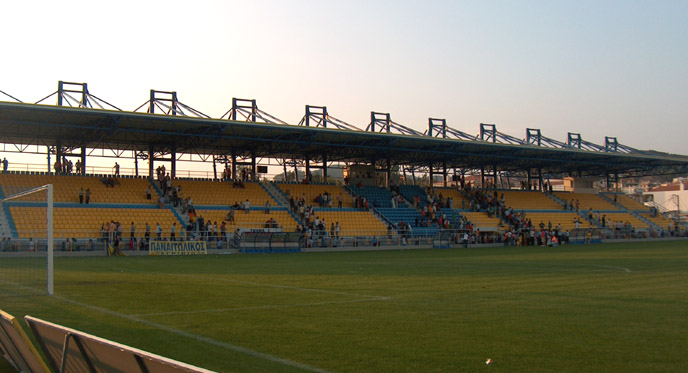
Estadio Panetolikos.

## Palmarés
- Beta Ethniki (2): 1975, 2011
- Gamma Ethniki (3): 1983,1985, 1992, 1996
- Delta Ethniki (1): 1989
- Mainland Greece Championship (1): 1955
- National Periphery League (1): 2004

## Futbolistas destacados
| - Stratos Apostolakis - Makis Belevonis - Angelos Charisteas - Christos Dimopoulos - Elini Dimoutsos - Kostas Konstantopoulos - Michalis Kousoulas - Nikos Koutsogiannis - Petros Michos - Giorgos "Gallos" Papadopoulos - Rais M'Bohli - Daniel Roberto Gil - Vasilis Starakas - Dionysis Tsamis - Emir Hadžić - Rodríguez Ademar - Carlão | - Osmar Ferreyra - Giorgos Tsifoutis - Christos Vasileiou - Giorgos Zacharopoulos - Luiz Carlos Dacroce - Efremov - Hristo Yanev - John Limniatis - Kanga Akalé - David Addy - George Gebro - Dulee Johnson - Jarl André Storbæk - Mitja Mörec - Dušan Jovanović - Ljubiša Milojević - Davor Jakovljević - Deiby Flores |